# Ruhollah Zam
Ruhollah Zam (en persa: روح‌الله زم, también romanizado como Rouhollah Zam; Teherán, 27 de julio de 1978-12 de diciembre de 2020) fue un activista y periodista iraní, quien fue encarcelado,  condenado y ejecutado. Fue conocido por operar un canal de Telegram llamado 'Amadnews' (o 'Sedaiemardom', 'Voz del Pueblo'), que fundó en 2015. Zam desempeñó un papel de alto perfil en las  protestas de 2017-2018 contra el gobierno de Irán, durante las cuales dedicó una cobertura especial. El servicio persa de Voice of America invitó con frecuencia a Zam en sus transmisiones.

## Biografía
Nació en una familia clerical de Teherán en 1978. Su padre, Mohammad-Ali Zam, es un reformista que ocupó altos cargos gubernamentales en los años ochenta y noventa. Ruhollah Zam se volvió contra el gobierno islámico después de las protestas electorales presidenciales de 2009 y estuvo encarcelado en la prisión de Evin por algún tiempo. Zam huyó de Irán para residir en Francia.

#### Arresto
El 14 de octubre de 2019, los Cuerpos de la Guardia Revolucionaria Islámica anunciaron que habían atraído a Zam de regreso a Irán y lo arrestaron. Los guardias publicaron la noticia de su arresto en el canal Telegram de Zam con un seguimiento de más de un millón de usuarios, asumiendo efectivamente la administración del popular canal.

#### Corte
La audiencia se celebró en la sección 15 del Tribunal de la Revolución de Teherán, presidida por el juez Abolqasem Salavati. En 2020 Ruhollah Zam fue condenado a muerte según el portavoz judicial Gholamhossein Esmaili.

### Pena de muerte
En la mañana del 12 de diciembre de 2020 Ruhollah Zam fue ahorcado en Irán. Estaba acusado de corrupción por la Fiscalía Pública y Revolucionaria de Teherán ya que había impulsado diversas protestas durante 2017 y 2018 en contra del gobierno iraní.